# Sechse kommen durch die ganze Welt

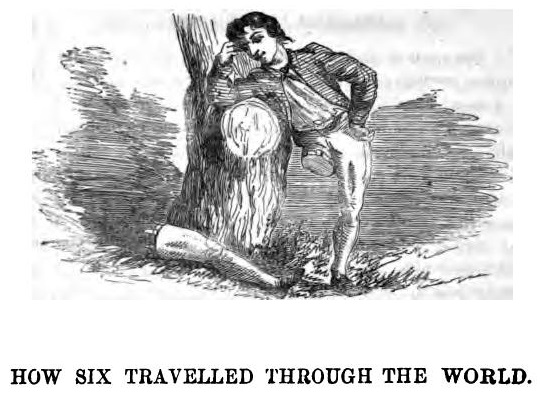
Illustration von Edward Henry Wehnert, 1853

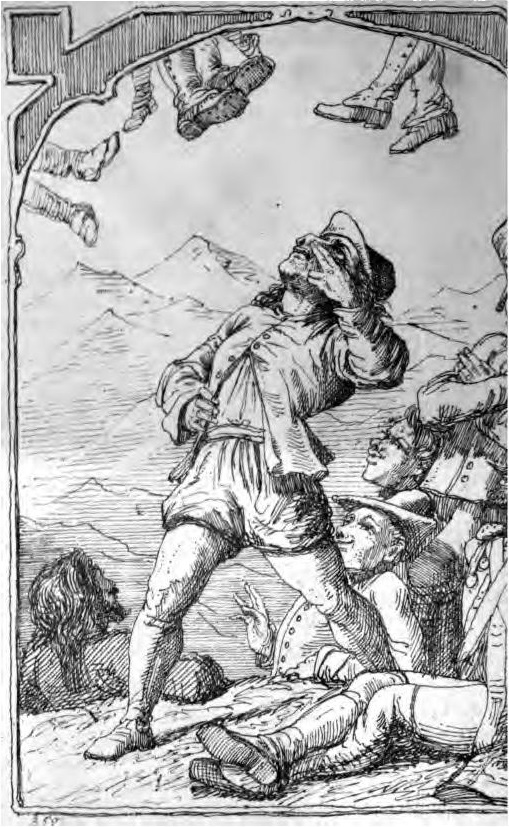
Illustration von Edward Henry Wehnert, 1853

Sechse kommen durch die ganze Welt ist ein Märchen (ATU 513A). Es steht in den Kinder- und Hausmärchen der Brüder Grimm ab der 2. Auflage von 1819 an Stelle 71 (KHM 71). Zudem ist es auch im estnischen Sprachraum bekannt.

## Inhalt
Ein Soldat wird, da der Krieg zu Ende ist, vom König mit geringem Zehrgeld aus dem Dienst entlassen. Unterwegs trifft er nacheinander einen Mann, der ganze Eichen als Brennholz sammelt und mit einer weiteren Eiche zusammenbindet, einen Jäger, der einer Fliege auf zwei Meilen ein Auge ausschießen will, einen Mann, der mit dem Pusten aus einem Nasenloch sieben Windmühlen antreibt, einen Läufer, der ein Bein abschnallen muss, um nicht allzu schnell zu sein, und einen Mann, der mit einem Zauberhut einen Frost auslösen kann. Der Soldat fordert sie auf, ihm zu folgen: „Wenn wir (sechs) zusammen sind, sollten wir wohl durch die ganze Welt kommen.“ 
Sie gelangen an den königlichen Hof. Der König, seine Tochter und der Hofstaat sind größenwahnsinnig, gewissenlos und grausam – unter anderem versucht man, die sechs Kameraden in einem eisernen Käfig zu verbrennen. Dank ihrer wunderbaren Künste bestehen die Sechse das Abenteuer und gewinnen schließlich dem König seinen gesamten Staatsschatz ab.

## Stil

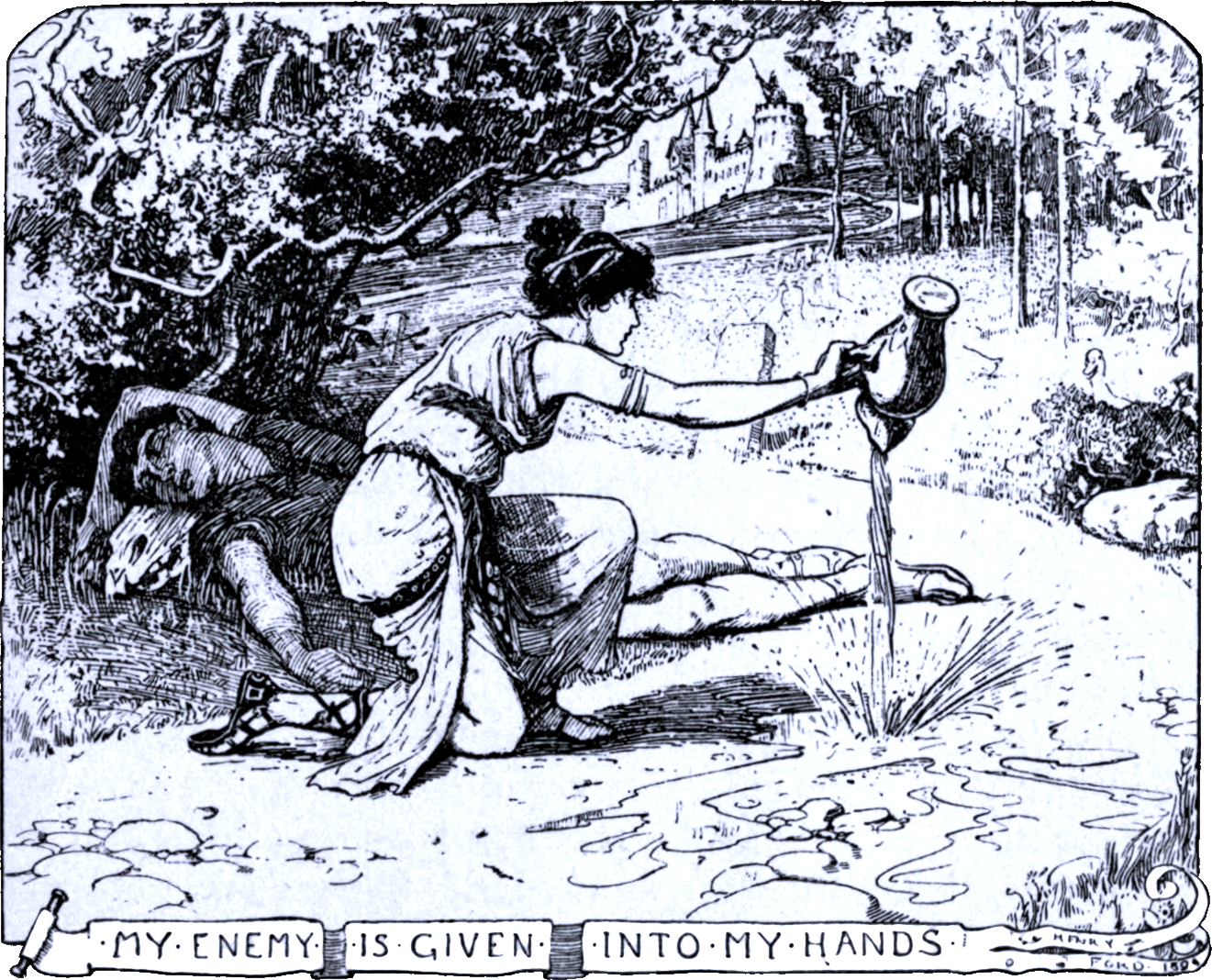
Illustration von Henry Justice Ford, 1894

Der Herr redet den Läufer soldatisch an, „du hast dirs ja bequem gemacht zum Ausruhen“, und den Froster, „manierlich! manierlich! häng deinen Hut doch nicht auf ein Ohr, du siehst ja aus wie ein Hans Narr“ (vgl. KHM 81). Die Königstochter meint, „der Feind ist in meine Hände gegeben“ (Gen 14,20 , Jos 21,44 , Ri 3,28 , vgl. KHM 44, 60, 85). Doch die Helfer zeigen ihre Kräfte, als wäre es gar nichts.

## Herkunft

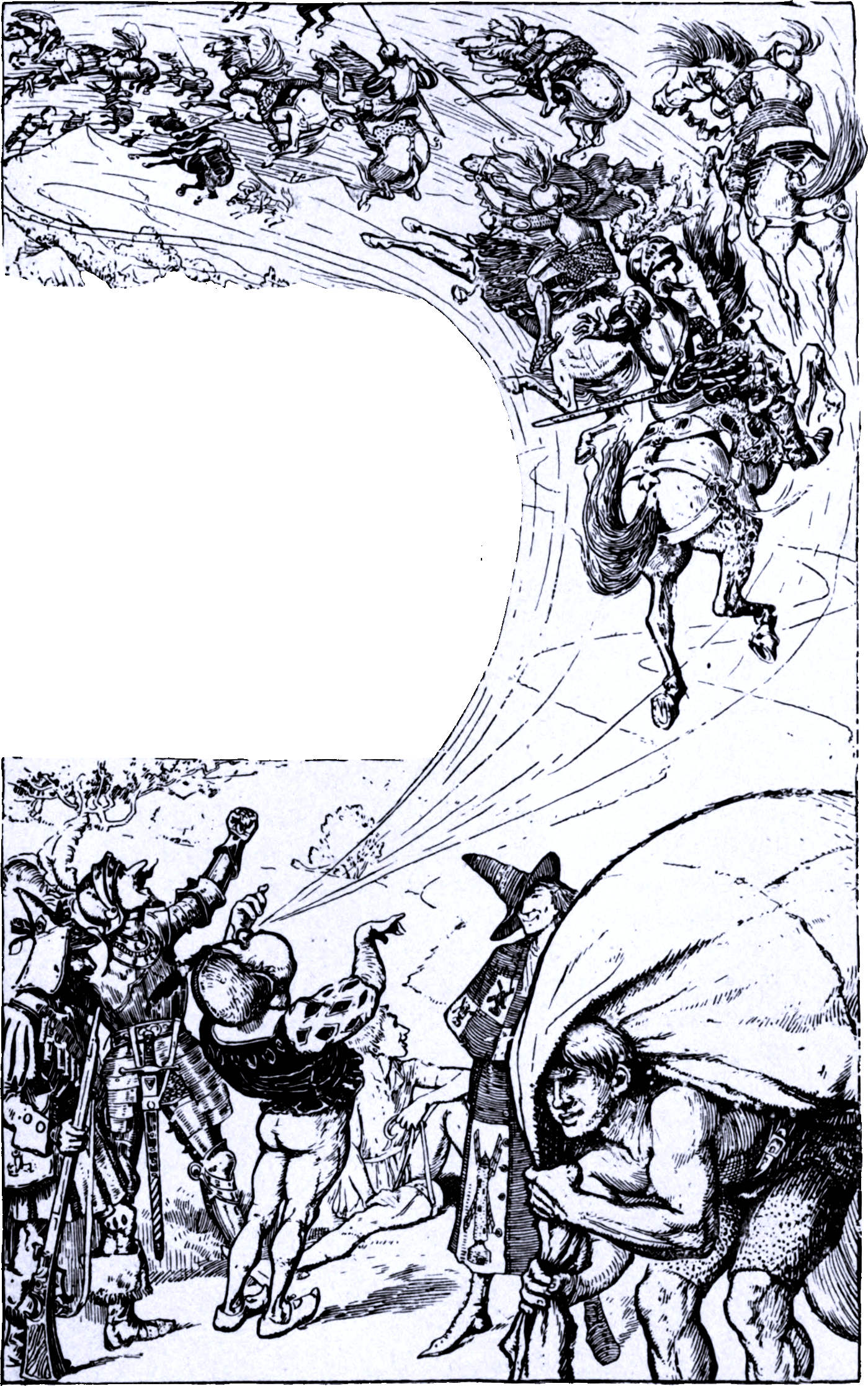
Illustration von Henry Justice Ford, 1894

Grimms Anmerkung notiert „Aus Zwehrn“ (wohl von Dorothea Viehmann), wobei der Läufer zum Bremsen eine Kanone am Bein hat. Eine fast gleiche „paderbörnische Erzählung“ (von Familie von Haxthausen) hat den Läufer wie oben und einen Horcher, der die Toten unter der Erde singen hört. „Eine dritte Erzählung aus den Schwalmgegenden“ (von Ferdinand Siebert und entweder beeinflusst von oder aus derselben Quelle stammend Das Pfänderspiel von Johann Gottlieb Schummel, 1777) schildert nur vier Gesellen: Der Läufer holt Wild, der Bläser bläst die Leute aus den Dörfern oder durch die Schornsteine, der Starke trägt die Beute, der Horcher horcht nach verfolgenden Reitern. Der Läufer holt der kranken Königstochter fristgerecht das Heilkraut und verlangt vom König Gold, soviel der Starke tragen kann. Der König schickt Reiter nach, der Horcher hört sie, der Läufer sieht sie, der Bläser bläst sie weg. Im Volksbuch „Historie des pommerschen Fräuleins Kunigunde“, 1804 fällt Marksbein viele Bäume, Vogelschnell würde mit losen Beinen Kirche und Hafen überspringen, Scharfschütz ohne Augenbinde das Land von Wild leeren, Feinohr hört Gras und Kraut wachsen (wie Heimdallr, Snorra-Edda), Blasius treibt 50 Windmühlen, Saufaus schafft einen Teich, Vielfraß tausende Brote. Kunigunde, als Mann verkleidet, macht einen Drachen betrunken, indem Saufaus dessen Teich austrinkt und mit Wein füllt. Sie gewinnt Schätze vom Kaiser, indem sie um die Wette essen, trinken und laufen, wobei Feinohr den von Schlaftrunk betäubten Vogelschnell schnarchen hört und Scharfschütz ihn wach schießt. Marksbein trägt die Schätze, Saufaus trinkt einen Fluss aus dem Weg, Blasius versenkt die verfolgenden Kähne. Kunigunde hat die Diener und ein sprechendes Pferd von einem Zauberer. Die Königin zwingt sie zu den Aufgaben aus verschmähter Liebe und lässt sie zum Tod verurteilen. Dabei stellt sich Kunigunde als Frau heraus, bekommt den König, den sie liebt, die Königin stirbt an Gift. Die Brüder Grimm nennen noch Chavis’ Cabinet des fées 39, wo Felsenspalter, Saufaus, Scharfaug, Gradaus, Vogelschnell, Starsrücken, Wolkenhascher und Aufbläser vorkommen; bei Colshorn Nr. 105 „Peter Bär“, Meier Nr. 8, Nr. 31, Müllenhoff „Rinroth S. 453“, Wolfs Deutsche Märchen Nr. 25, Münchhausen, Thors Diener Thialfi und „die große Mahlzeit der Riesen in den altdänischen Liedern“, Asbjörnsen Nr. 24, Der Dummling im Pentameron „5, 8“ (korrekt wohl 3, 8) und Der Floh 1, 5, bei Aulnoy Nr. 20 „Belle-Belle ou le chevalier fortuné“. Aus ihrer eigenen Sammlung nennen sie KHM 134 Die sechs Diener.
Weitere ähnliche Grimm-Märchen sind KHM 22 Das Rätsel, KHM 54 Der Ranzen, das Hütlein und das Hörnlein, KHM 64 Die goldene Gans, KHM 114 Vom klugen Schneiderlein, KHM 116 Das blaue Licht. Laut Hans-Jörg Uther wurde Sechse kommen durch die ganze Welt populärer als Die sechs Diener. Die Wunderhelfer gibt es schon in der griechischen Argonautensage, die versuchte Verbrennung im Buch Daniel (Dan 3,19 ). Die Handlung soll auf Basiles Lo gnorante (Pentameron 3,8) zurückgehen. Die Läuferin ähnelt Atalante.
In Karl Simrocks Version Die sieben Gesellen aus seinem Werk Deutsche Märchen (Stuttgart 1864, Nr. 40) ist es die jüngste Tochter eines Grafen, die mit einem sprechenden Pferd und sieben wundertätigen Gesellen einen Drachen besiegt und dem Kaiser die Kriegsbeute wieder abnimmt, die er einem König geraubt hatte. Mit letzterem wird sie dann vermählt. Eine estnische Version von Jakob Hurt wurde 1890 von den Brüdern Viira in Tarvastu aufgezeichnet, wobei in Estland 28 Varianten des Märchens bekannt sind. In einer Version aus dem Werk Rumänische Volksmärchen Aus Dem Mittleren Harbachtal (1907) von Pauline Schullerus, die den Titel Iuon, welcher sieben Könige an Verstand übertraf trägt und aus Alzen stammt, wird von einem Sohn eines Rumänen berichtet, der die Aufgaben alleine und zum Teil mit der Kraft seines Verstandes löst. Die wundertätigen Helfer sind auch in den keltischen Artus-Sagen anzutreffen. Zudem existieren zahlreiche Varianten des Märchen mit den wundertätigen Helfern, die von einem fliegenden Schiff handeln.

## Interpretation

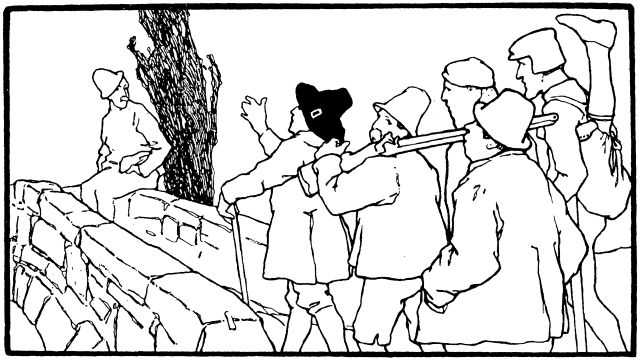
Illustration von Otto Ubbelohde, 1909

Die Demobilisierung von Truppen ist immer ein politisches und soziales Problem gewesen (siehe z. B. Dreißigjähriger Krieg oder Freicorps). Das Märchen kehrt nun die Realität um, indem der erst ausgebeutete, dann in die Not entlassene Soldat und seine auf der Landstraße aufgelesenen Kameraden den eigentlich Verantwortlichen an der Misere, den König, zur Rechenschaft ziehen (wie in KHM 116 Das blaue Licht). Der Schriftsteller Rolf Hochhuth benannte anlässlich der Verleihung des Jacob-Grimm-Preises 2001 die Sechse als eines seiner Lieblingsmärchen, weil es „optimistisch“ sei.
Des Läufers abgeschnalltes Bein sieht wie eine Behinderung aus. Die einseitig und übermenschlich begabten, in anderen Fällen verkrüppelten Helfer stellen autonome Funktionskomplexe des Unbewussten oder den Schatten dar, gleich im Prisma gebrochenem Licht. Wie in Die vier kunstreichen Brüder wirken sie zusammen, wie der eine magische Helfer anderer Märchen (etwa Der Eisenhans).

## Rezeptionen

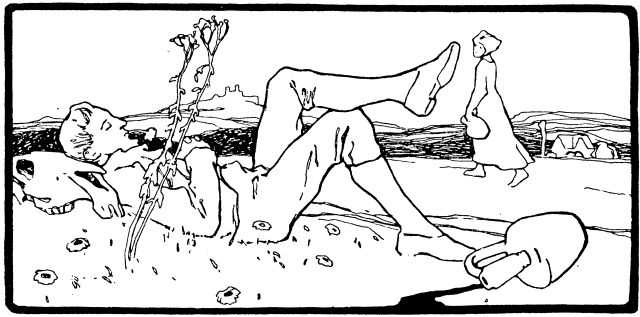
Illustration von Otto Ubbelohde, 1909

Sechs Briefmarken der DDR erschienen am 22. November 1977 nach einem Entwurf von Paul Rosié (Ländercode-MiNr: 2281-2286).

## Musik
Der Komponist und Texter Roland Zoss vertonte 2004 Sechse kommen durch die ganze Welt in der Schweizer Mundart-Märchenserie Liedermärli. Gordon Kampe (Komposition) und Dorothea Hartmann (Libretto) vertonten 2015 Sechse kommen durch die ganze Welt für zwei Schauspieler, Kinderchor und Orchester.

## Verfilmungen
Auch in neuerer Zeit ist Sechse kommen durch die ganze Welt als gerechter Aufstand von Ausgebeuteten verstanden worden, so in der DEFA-Verfilmung Sechse kommen durch die Welt von 1972. Den Soldaten und damit die Hauptrolle in dieser Verfilmung spielt der Oscarpreisträger Jiří Menzel.
- 1972: Sechse kommen durch die Welt, DDR, DEFA-Verfilmung, Regie: Rainer Simon
- 1974: Sechse kommen durch die ganze Welt, Theateraufzeichnung des Fernsehens der DDR aus dem Berliner Theater der Freundschaft
- 2004: Gurimu Meisaku Gekijō, japanische Zeichentrickserie 1987, Folge 14: Sechse kommen durch die Welt
- 2014: Sechse kommen durch die ganze Welt, Deutschland, Märchenfilm der 7. Staffel aus der ARD-Reihe Sechs auf einen Streich, Regie: Uwe Janson